# رامات هاشارون

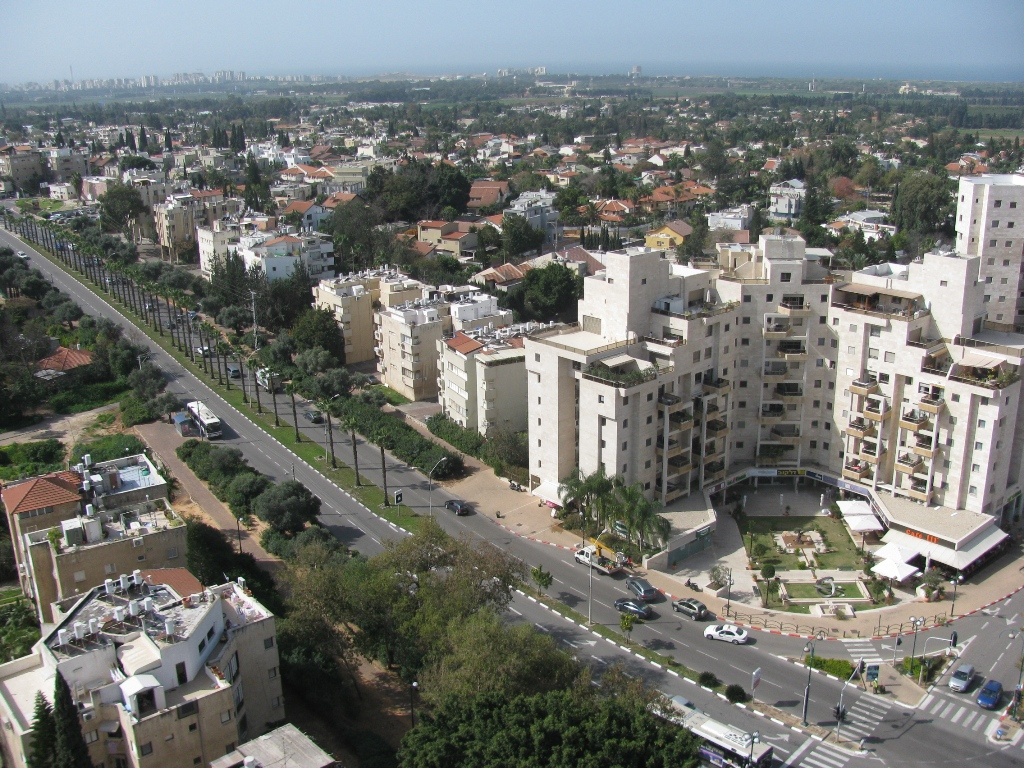
مدينة رامات هشارون.

رامات هاشارون (بالعبرية: רָמַת הַשָּׁרוֹן أي: مرتفعات الشارون) مدينة إسرائيلية. تأسست عام 1923، تقع في لواء تل أبيب ضمن منطقة غوش دان ذات الكثافة السكانية العالية. بلغ عدد سكانها عام 2009 قرابة 40,000 نسمة، كما تبلغ مساحتها 16.7 كم2.

## توأمة
لرامات هاشارون اتفاقيات توأمة مع كل من:
- دونكيرك
- تالاهاسي
- غيورغسمارينهوته
- سان مور ديه فوسيه

## أعلام
- طال شنايدر
- نداف أرغمان
- بين ريشيرت
- جايل مارجيوليس
- مائير عاميت
- أبراهام أدان
- سيفان ليفي
- ديفيد كمحي